# Catolândia
Catolândia es un municipio brasileño del estado de Bahía. Su población estimada en 2007 era de 2.959 habitantes. Es también el menor municipio en población de Bahía.